# The Mediator Between Head and Hands Must Be the Heart
The Mediator Between Head and Hands Must Be the Heart é o décimo terceiro álbum de estúdio do grupo brasileiro de thrash metal Sepultura, lançado em 25 de outubro de 2013. pela Nuclear Blast. É o primeiro álbum da banda com o baterista Eloy Casagrande, que substituiu Jean Dolabella, e o primeiro a ser gravado nos Estados Unidos desde o Against de 1998. Foi produzido por Ross Robinson, que já havia produzido o álbum de 1996 Roots.

## Contexto e gravação
As primeiras menções ao álbum datam de maio de 2012, quando o guitarrista Andreas Kisser afirmou ao site Metal Underground que o Sepultura iria "começar a trabalhar em novo com o Eloy Casagrande" em breve e certificar-se de que eles conseguiriam "ficar prontos para música nova no início do ano que vem". Posteriormente, Kisser revelou que o Sepultura já estava "pensando em novas ideias" para o próximo álbum.
Em 10 de dezembro daquele mesmo ano, o produtor Ross Robinson  revelou em seu perfil no Twitter que ele produziria o novo álbum, o que mais tarde foi confirmado com o anúncio de que Steve Evetts co-produziria o álbum.
Em abril de 2013, a banda já tinha 13 faixas em desenvolvimento. Andreas comentou o progresso do disco, afirmando que "esta é a primeira vez que escrevemos com Eloy Casagrande na bateria e tudo soa fresco (...) Vocês terão que esperar para ouvir. É muito difícil descrever o que estamos fazendo, mas eu posso dizer que será um dos álbuns do Sepultura mais fortes até hoje." Em maio, o vocalista Derrick Green afirmou que "nós já escrevemos a maior parte da música e agora estamos trabalhando nas letras para o álbum. Nós deveremos ter tudo pronto antes de entrarmos no estúdio em 1 de junho."
Em 10 de junho, a banda anunciou que já tinha seis faixas gravadas, e que eles estrabam trabalhando em um ritmo de duas faixas por dia. Mais tarde naquele mesmo mês,  foi anunciado que o ex-baterista do Slayer, Dave Lombardo, iria fazer uma participação especial no álbum. conforme Andreas explicou, "quando os microfones estavam todos prontos e funcionando o Eloy e o Dave começaram a tocar e a mágica começou, tão incrível! a parte que eles gravaram será uma parte especial no meio de uma das faixas, ficou louco!"
Em 12 de julho, a banda anunciou que havia terminado a gravação do álbum, e, uma semana depois, eles anunciaram o nome: The Mediator Between Head and Hands Must Be the Heart.

## Estilo musical
Derrick descreveu o som do álbum "realmente sinistro, sombrio e metal pra caramba!" enquanto que o Andreas afirmou que o álbum "é brutal, rápido e direto ao ponto". Eles também comentaram positivamente sobre a participação de Eloy, com Derrick afirmando que "tem sido ótimo trabalhar com Eloy no processo de composição porque traz uma energia totalmente diferente à música. As várias mudanças que vêm ocorrendo em nossas vidas e no mundo também contribuem para a criação do nosso novo álbum."

## Conceito
Andreas afirmou que o título do álbum "foi inspirado por uma frase que é a principal mensagem da história: 'O mediador entre a cabeça e as mãos deve ser o coração' para expressar o que estamos dizendo nas letras". embora o álbum tenha sido inspirado pelo filme Metropolis, ele não foi criado como um álbum conceitual. Andreas explica:
"No filme, um milionário maluco quer transformar um robô em uma pessoa de verdade. É meio que o oposto do que vivemos hoje. Mais do que nunca nós estamos robotizados, através da internet, Google glass, chips sob nossas peles e a escravidão globalizada que nossa sociedade sofre hoje em dia. A frase aponta para o coração como sendo o fator humano que mantém um homem como um homem, não como um robô. O coração bate com liberdade de escolha, nós temos que pensar por nós para criar um mundo real, não uma matrix. Sendo uma obra escrita no início dos anos 1920, é quase profético. Ajudou-nos a juntar as ideias para que as letras expressassem o que nós vemos hoje. Eu moro em são Paulo, Brasil, uma das grandes metrópoles do mundo com mais de 20 milhões de pessoas vivendo e trabalhando nela. Eu sei como é viver em um caos diário, nossa música reflete muito desse sentimento."

## Recepção
| Críticas profissionais | Críticas profissionais |
| Avaliações da crítica  | Avaliações da crítica  |
| Fonte                  | Avaliação              |
| ---------------------- | ---------------------- |
| Blabbermouth.net       | [ 10 ]                 |
| About.com              | [ 11 ]                 |
| Allmusic               | [ 12 ]                 |

Ray Van Horn Jr. do Blabbermouth.net deu ao álbum 8 de 10 estrelas, afirmando que "[...] a maioria deve sair desta audição do disco satisfeita com os resultados." Matt Hinch do About.com disse que "Mediator é talvez o melhor álbum do Sepultura neste milênio e eu tenho certeza de que alguns dirão que é o melhor desde o Chaos A.D.", e deu ao álbum 4 de 5 estrelas. O álbum vendeu mais de 1.800 cópias nos EUA em sua primeira semana.

## Faixas
| N.º | Título                                                   | Duração |  |
| 1.  | "Trauma of War"                                          | 3:45    |  |
| 2.  | "The Vatican"                                            | 6:33    |  |
| 3.  | "Impending Doom"                                         | 4:15    |  |
| 4.  | "Manipulation of Tragedy"                                | 4:16    |  |
| 5.  | "Tsunami"                                                | 5:10    |  |
| 6.  | "The Bliss of Ignorants"                                 | 4:51    |  |
| 7.  | "Grief"                                                  | 5:34    |  |
| 8.  | "The Age of the Atheist"                                 | 4:19    |  |
| 9.  | "Obsessed"                                               | 3:53    |  |
| 10. | "Da Lama ao Caos" (cover de Chico Science & Nação Zumbi) | 4:28    |  |

| Faixa bônus exclusiva do iTunes |                             |         |  |
| N.º                             | Título                      | Duração |  |
| 11.                             | "Stagnate State of Affairs" | 3:37    |  |

## Créditos

### Sepultura
- Derrick Green - vocal e percussão
- Andreas Kisser - guitarra, backing vocais
- Paulo Jr. - baixo, backing vocais
- Eloy Casagrande - bateria

### Participações
- Dave Lombardo − bateria adicional em 'Obsessed'
- Fredo Ortiz - percussão
- Renato Zanuto - teclado
- Jaque Humara - efeitos vocais

### Equipe técnica
- Ross Robinson − produção
- Steve Evetts - mixagem
- Alan Douches - masterização
- Alexandre Wagner - pinturas
- Melissa Castro - foto
- Rob Kimura - layout
- Mike Balboa - assistente de estúdio
- Gregoy Alan Coates - técnico
  - Versão digipack inclui DVD com making of dirigido por Otavio Juliano: produção executiva de Luciana Ferraz; fotografia por Mike Balboa, Eduardo de Andrea e Otavio Juli